# خروسته (استان اوپوله)
خروسته (به لهستانی: Chrósty) یک منطقهٔ مسکونی در لهستان است که در گمینا پاوووویچکی واقع شده‌است. خروسته ۱۱۲ نفر جمعیت دارد.